# Le antichità romane
Le antichità romane è un'opera topografica e archeologica, composta da quattro volumi, creata dall'incisore ed architetto Giovanni Battista Piranesi, che raccoglie 135 tavole che rappresentano i più rilevanti resti della Roma antica, per come apparivano all'epoca in cui furono realizzate.

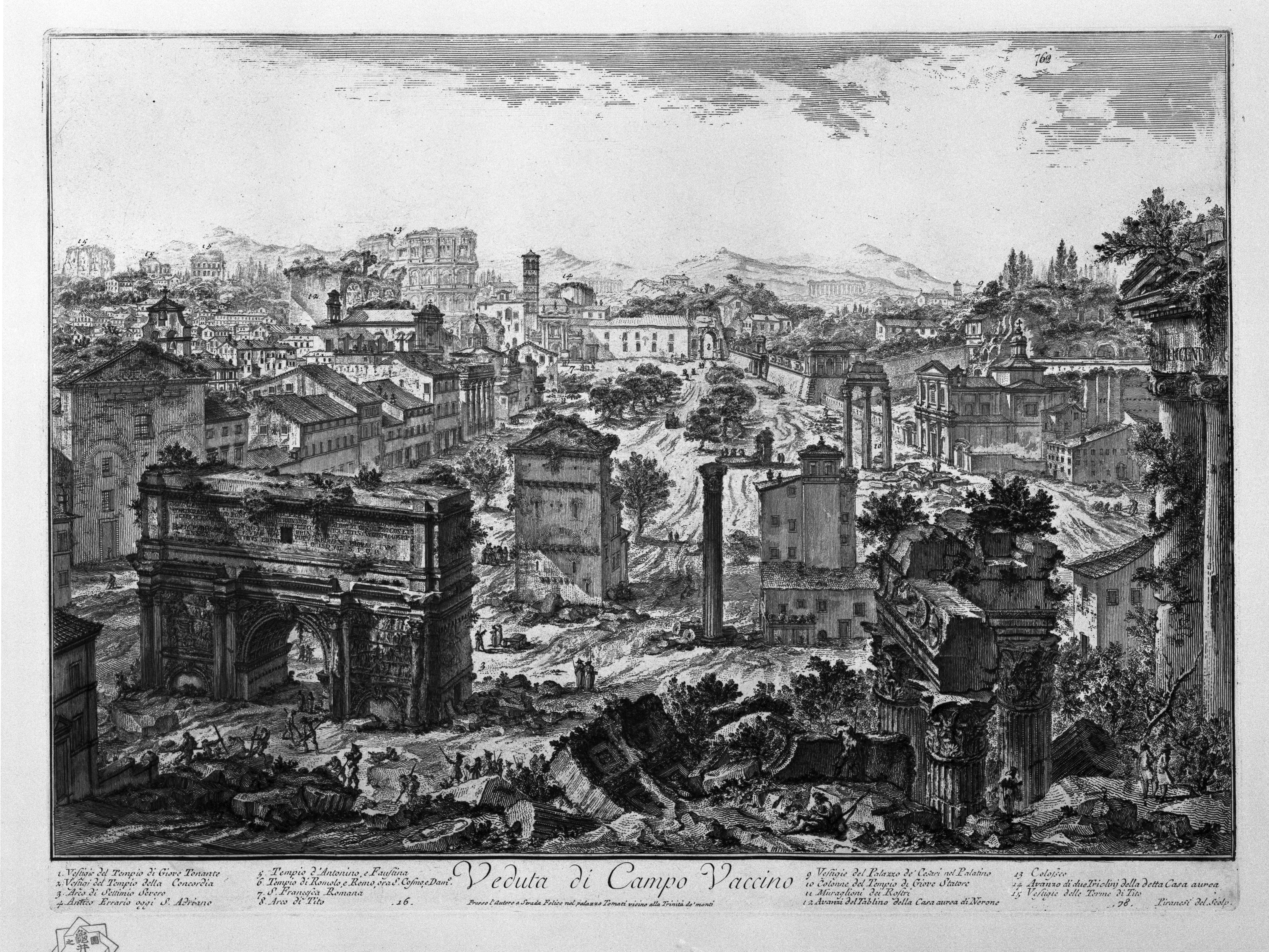
Veduta di Campo Vaccino, circa 1750. Al centro dell'immagine si vede l'alberata di olmi che collegava l'arco di Settimio Severo (in primo piano, a sinistra) con l'arco di Tito, in fondo. Sullo sfondo, a sinistra, è visibile il Colosseo.

## Descrizione
L'opera del Piranesi, che visse a Roma tra il 1740 e il 1778, deve la sua genesi al diffondersi in Europa al fenomeno del grand tour, ovvero un lungo viaggio per le principali città d'interesse artistico e culturale dell'Europa continentale, considerato quasi d'obbligo allora per le persone del gran mondo: tappa fondamentale di questo giro era ovviamente Roma, con i suoi monumenti della civiltà antica e le sue prestigiose gallerie d'arte.
In questo modo nell'Urbe si formò una cospicua comunità internazionale e il Piranesi, in virtù della sua attività di incisore ed architetto, non tardò a diventare un punto di riferimento irrinunciabile della nuova vita artistica e intellettuale sorta in città. In questo contesto si inserisce l'ideazione dell'opera, che raccoglieva la rappresentazione dei più rilevanti resti della Roma antica, per come apparivano alle persone dell'epoca.
L'opera avrebbe dovuto essere finanziata dal nobile James Caufield, conte di Charlemont, che però ritornò in patria prima che questa fosse pubblicata, lasciando il Piranesi, che aveva anticipato molte delle spese necessarie alla pubblicazione, in gravi difficoltà finanziarie. Il Piranesi riuscì comunque a pubblicarla, non prima però di aver eraso da alcune delle prime incisioni, la dedica al conte.
La Biblioteca dell'Accademia Nazionale dei Lincei e Corsiniana di Roma conserva una copia dell'edizione originale.

## Struttura
L'opera si compone dei seguenti quattro volumi:
1. Gli avanzi degli antichi edifici di Roma
2. Gli avanzi de' monvmenti sepolcrali di Roma e dell'Agro romano
3. Gli avanzi de' monvmenti sepolcrali di Roma e dell'Agro romano
4. I ponti antichi, gli avanzi de' teatri, de' portici e di altri monvmenti di Roma

## Rilevanza
L'opera è nota, oltre per il suo valore artistico, anche per il valore documentativo delle antichità romane per come ancora esistevano nel XVIII secolo, tanto da essere considerate tra le fonti materiali utilizzate da storici ed archeologi, per ricostruire la topografia e la storia dell'antica città di Roma.